# Dumitru Botnaru
Botnaru Dumitru (n. 1946, Dondușeni) este un matematician român din Republica Moldova, doctor habilitat (2001).